# Maniola interposita
Maniola interposita är en fjärilsart som beskrevs av Nicolas Grigorevich Erschoff 1874. Maniola interposita ingår i släktet Maniola och familjen praktfjärilar. Inga underarter finns listade i Catalogue of Life.